# Stefan Bradl
Stefan Bradl (Augusta, 29 novembre 1989) è un pilota motociclistico tedesco ritiratosi dall'attività agonistica, collaudatore Honda per HRC dal 2018 e campione del mondo della Moto2 nel 2011.
Anche suo padre, Helmut Bradl, ha corso come pilota motociclistico professionista.

## Carriera

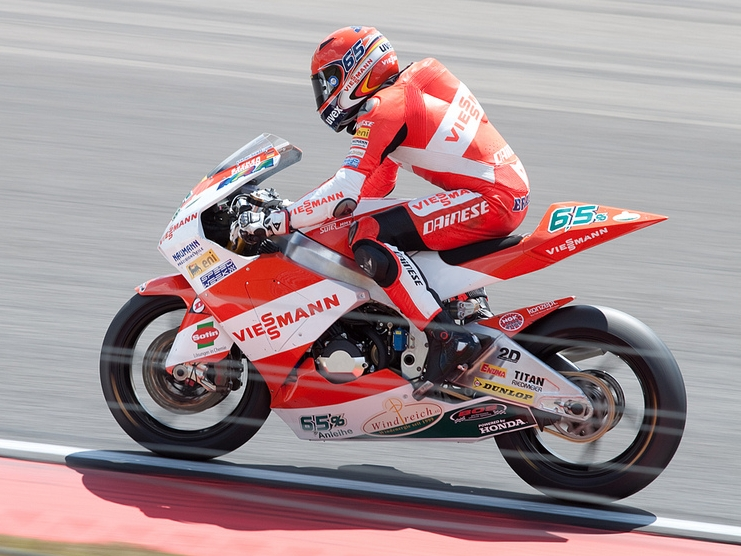
Bradl in sella alla Suter MMX (Moto2) nel 2010.

Nel 2004 e 2005 corre il campionato Europeo Velocità nella classe 125 conquistando punti.
Nella stessa stagione, esordisce nella classe 125 del motomondiale correndo tre Gran Premi in qualità di wild card a bordo di una KTM 125 FRR, ottiene un punto. Nello stesso anno vince il campionato tedesco 125cc e partecipa, in qualità di pilota wild card senza punti, al Gran Premio di Vallelunga nel Campionato Italiano 125GP classificandosi sesto.
Nel 2006 diventa pilota titolare, ingaggiato dal team Red Bull KTM Junior; il compagno di squadra è Michael Ranseder. Ottiene come miglior risultato un dodicesimo posto in Repubblica Ceca e termina la stagione al 26º posto con 4 punti. In questa stagione è costretto a saltare i GP di: Spagna, per infortunio nei test invernali; Catalogna, per infortunio nelle prove libere del GP e gli ultimi quattro GP (Australia, Giappone, Portogallo e Comunità Valenciana), per la frattura di tibia e piede destro.
Nel 2007 corre quattro Gran Premi in qualità di wildcard a bordo di un'Aprilia e corre gli ultimi cinque Gran Premi per il team Blusens Aprilia al posto di Hugo van den Berg, con compagno di squadra Pablo Nieto. Ottiene come miglior risultato un sesto posto in Portogallo e termina la stagione al 18º posto con 39 punti. Sempre nel 2007 vince il campionato spagnolo velocità.
Nel 2008 passa al team Grizzly Gas Kiefer Racing; i compagni di squadra sono Robin Lässer e Robert Andrej Mureșan. Ottiene due vittorie (Repubblica Ceca e Giappone), due secondi posti (Germania e Australia) e due terzi posti (Qatar e Indianapolis) e termina la stagione al 4º posto con 187 punti. Nel 2009 rimane nello stesso team, ottenendo come miglior risultato due quarti posti (Giappone e Portogallo) e terminando la stagione al 10º posto con 85 punti. Nel 2010 corre nella nuova classe Moto2, con una Suter MMX confermato nel team Viessmann Kiefer Racing. In questa stagione è costretto a saltare il GP di Catalogna per lesioni rimediate in un allenamento in motocross. Vince in Portogallo. Termina la stagione al 9º posto con 97 punti.

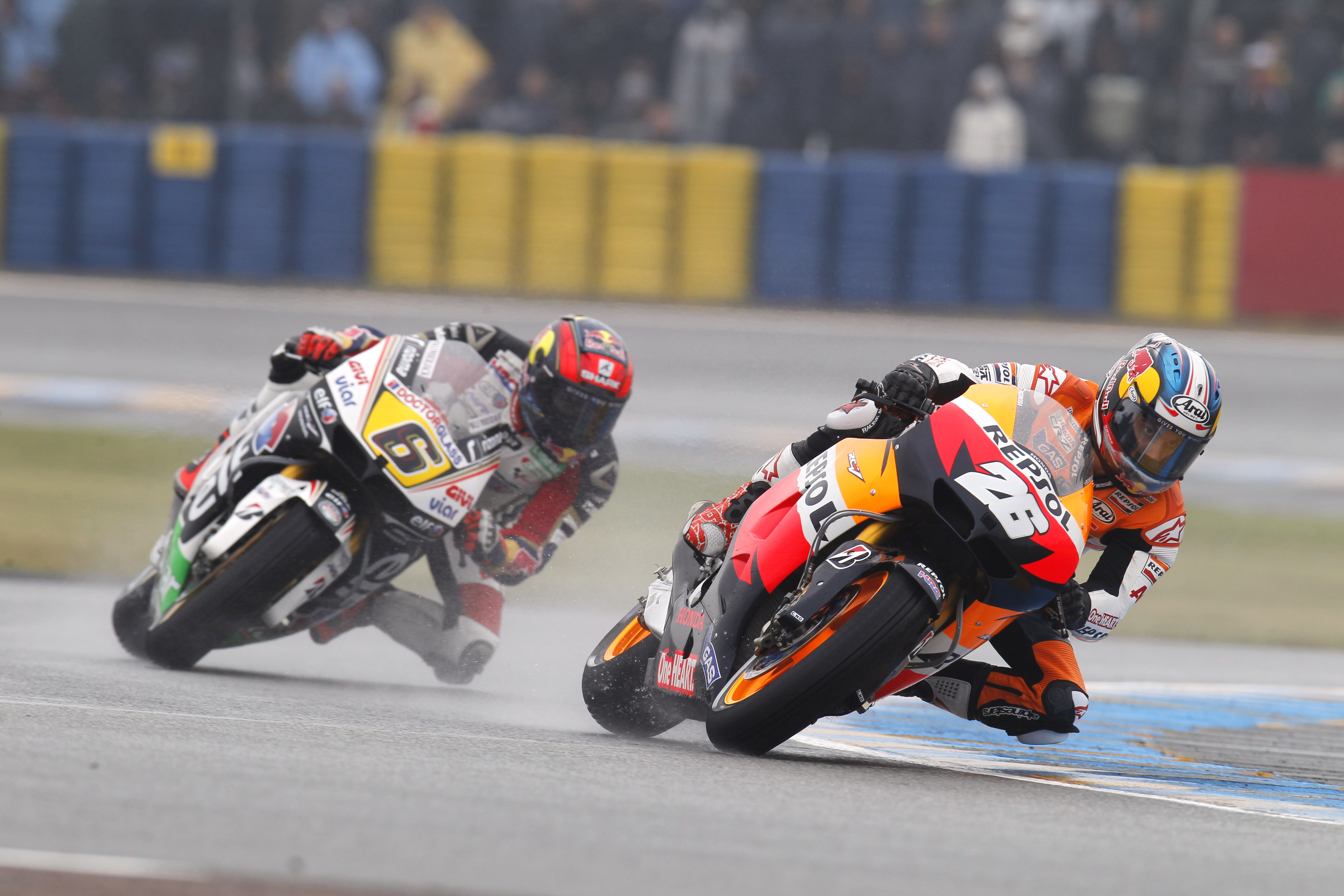
Bradl (sinistra) all'inseguimento di Daniel Pedrosa a Le Mans 2012.

Nel 2011 rimane nello stesso team, alla guida di una Kalex Moto2. Inizia la stagione ottenendo quattro vittorie (Qatar, Portogallo, Catalogna, e Inghilterra), un quinto posto in Spagna, un terzo posto in Francia e cinque pole position nelle prime sei gare, tanto da presentarsi in Olanda (dove ottiene la pole position) con 62 punti di vantaggio sul secondo, l'italiano Simone Corsi. Durante la gara in Olanda cade e si ritira. Nelle due gare successive, in Italia e in Germania, giunge secondo dietro a Márquez. In Repubblica Ceca giunge terzo dietro a Andrea Iannone e a Márquez. Nel GP di Indianapolis chiude al sesto posto, dopo essere partito ventiduesimo. A San Marino ottiene la settima pole position della stagione, ma giunge secondo nuovamente dietro a Márquez. Ad Aragona giunge ottavo, dopo aver duellato a lungo con Iannone e Márquez. In Giappone giunge quarto, mentre Márquez con il suo secondo posto, riesce a sottrargli per un solo punto il primo posto in campionato. Nella gara seguente in Australia, Márquez viene costretto dalla direzione di gara a partire dall'ultima casella di griglia in gara, per aver provocato un incidente pericoloso durante le prove. Nonostante questo, Márquez riesce ad arrivare terzo dietro a Alex De Angelis e proprio a Stefan Bradl. Durante le prime prove per il GP della Malesia Márquez cade e riporta una contusione al braccio che gli impedisce di correre la gara, mentre Bradl giunge secondo. Con 23 punti di vantaggio, Bradl si laurea campione del mondo di Moto2 al termine delle qualifiche del GP di Valencia, dal momento che Márquez rinuncia a correre anche l'ultima gara a causa di un problema alla vista, nonostante cada durante la gara e si ritiri. Termina la stagione al 1º posto con 274 punti.

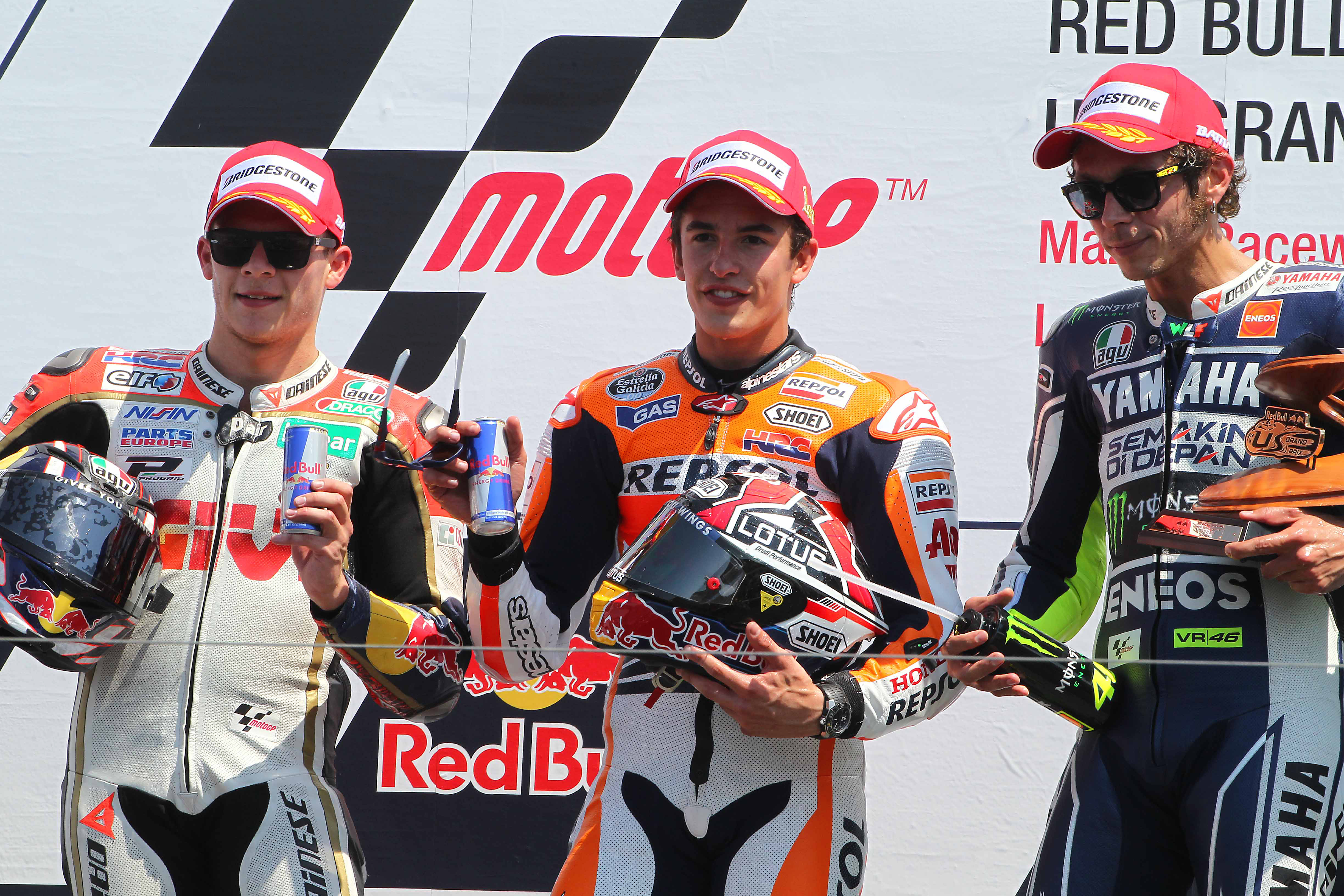
Bradl (sinistra) sul podio di Laguna Seca nel 2013.

Nel 2012 passa in MotoGP, alla guida della Honda RC213V del team LCR. Ottiene come miglior risultato un quarto posto in Italia e termina la stagione all'8º posto con 135 punti. Nel 2013 rimane nello stesso team. Ottiene pole position e secondo posto negli Stati Uniti e termina la stagione al 7º posto con 156 punti. In questa stagione è costretto a saltare i Gran Premi di Malesia e Australia per una frattura alla caviglia destra rimediata nelle prove libere del GP della Malesia. Nel 2014 rimane nello stesso team. Ottiene come miglior risultato tre quarti posti (Americhe, Aragona e Malesia) e termina la stagione al 9º posto con 117 punti. Nel 2015 passa al team Forward Racing, alla guida di una Yamaha Forward con specifiche Open; il compagno di squadra è Loris Baz. In questa stagione è costretto a saltare il Gran Premio di Germania a causa della frattura dello scafoide destro rimediata nel precedente GP d'Olanda. A partire dal GP di Indianapolis rescinde il suo contratto con il team Forward Racing, trovando subito un ingaggio per correre con la Aprilia RS-GP del Aprilia Racing Team Gresini. Chiude la stagione al diciottesimo posto in classifica con 17 punti.
Nel 2016 rimane nello stesso team. Ottiene come miglior risultato un settimo posto in Argentina e termina la stagione al 16º posto con 63 punti. In questa stagione è costretto a saltare il Gran Premio di Germania a causa di una commozione cerebrale rimediata nel warm up. Lascia il motomondiale per spostarsi nel 2017 nel campionato mondiale Superbike, correndo la sua stagione d'esordio nel mondiale per derivate dalla serie con una Honda CBR1000RR del team Red Bull Honda. In questa stagione è costretto a saltare il Gran Premio di Francia a Magny-Cours a causa di un infortunio al polso destro. Il suo posto in squadra, per questo evento, viene preso da Jake Gagne. L'infortunio poi prosegue, impedendogli di rientrare prima della fine della stagione. Chiude il 2017 al quattordicesimo posto in classifica piloti con sessantasette punti ottenuti.
Nel 2018 diventa collaudatore HRC per la MotoGP. In occasione del Gran Premio di Germania, Bradl corre in sostituzione dell'infortunato Franco Morbidelli sulla Honda del team Marc VDS Racing. Corre poi il successivo Gran Premio di Repubblica Ceca come wild card con il team ufficiale Repsol Honda, non concludendo la gara a causa di una caduta al primo giro. Corre come wildcard anche il Gran Premio di San Marino. In Malesia e Comunità Valenciana corre in sostituzione dell'infortunato Cal Crutchlow sulla Honda del team LCR. Ha totalizzato 10 punti.

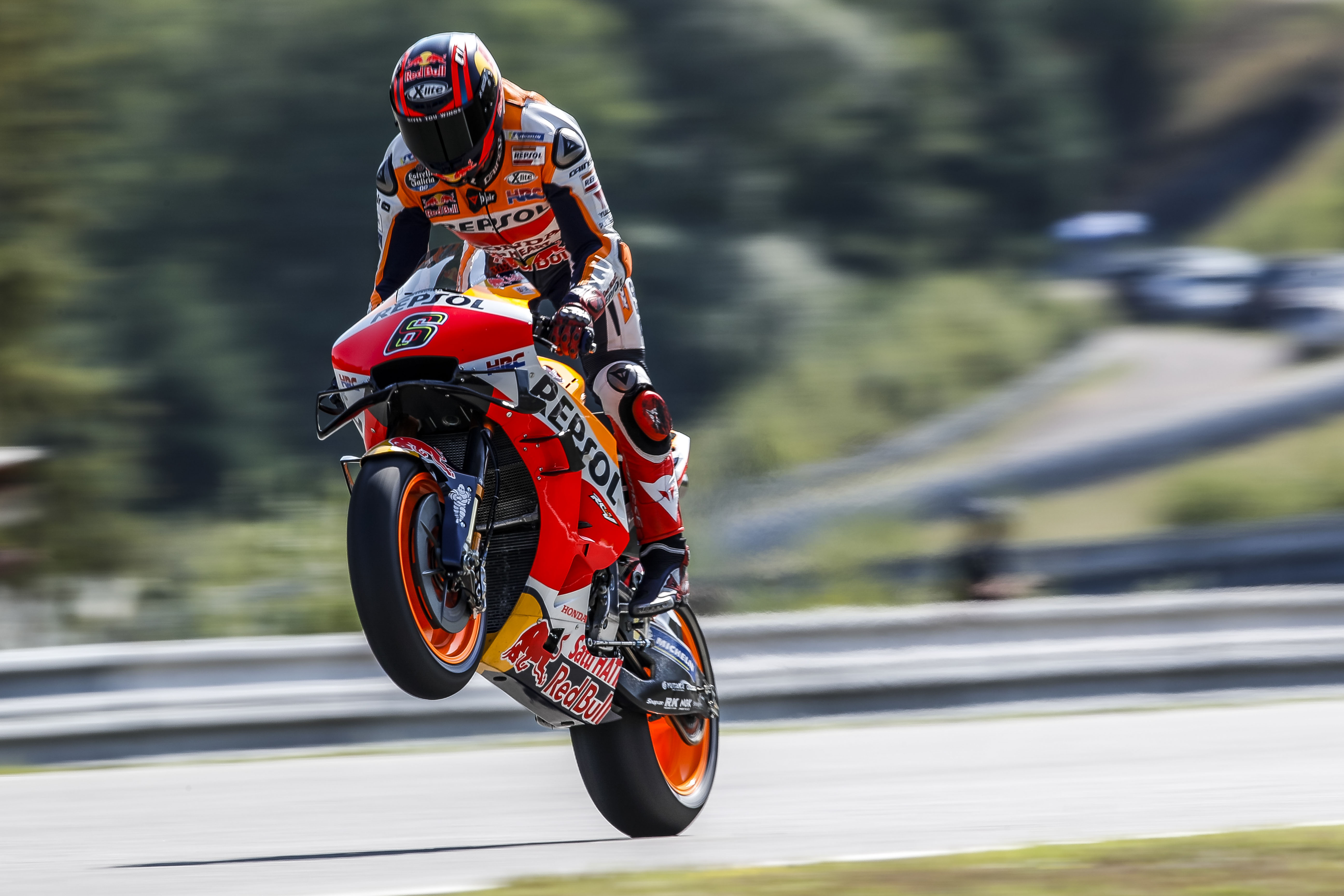
Bradl a Brno nel 2019.

Nel 2019 corre come wildcard con la Honda in Spagna, mentre in Germania, Repubblica Ceca e Austria sostituisce l'infortunato Jorge Lorenzo. Totalizza 16 punti chiudendo al ventunesimo posto in classifica piloti. Nel 2020 corre con la Honda a partire dal Gran Premio della Repubblica Ceca in sostituzione dell'infortunato Marc Márquez. Ha totalizzato 27 punti e un sesto posto in Portogallo come miglior risultato.
Nel 2021 corre le due gare del Qatar ancora come sostituto di Márquez. In Spagna e nel Gran Premio di San Marino corre come wild card. Corre il Gran Premio dell'Algarve nuovamente in sostituzione dell'infortunato Márquez. Ha totalizzato 14 punti classificandosi ventiduesimo.
Torna in sella anche nel 2022, sempre per sostituire Marc Márquez nel Gran Premio d'Argentina. Al Mugello Márquez annuncia che ha concluso la stagione per operarsi al braccio destro, il team Repsol Honda richiama Bradl dal Gran Premio di Catalogna. Prende parte a tutte le successive gare fino al GP di Misano, in questa occasione conquista due punti prima di lasciare il posto al rientrante Márquez. Chiude la stagione al ventiseiesimo posto. Nel 2023, parallelamente al ruolo di collaudatore, disputa sei Gran Premi nel mondiale MotoGP sia come wild card che come sostituto per i team Honda. Totalizza otto punti classificandosi nuovamente ventiseiesimo.
Nella stagione 2024 continua la sua attività di collaudatore per HRC Honda e disputa sei wild-card stagionali, riuscendo ad andare a punti nel Gran Premio di San Marino. In seguito all'ultimo appuntamento stagionale, annuncia il suo ritiro dal mondo delle corse, rimanendo comunque in HRC Honda solo con il ruolo di collaudatore.

## Risultati in gara

### Motomondiale
| 2005 | Classe | Moto |  |  |  |  |  |     |  |    |  |    |    |  |  |  |  |  |  |  |  |  |  |  | Punti | Pos. |
| ---- | ------ | ---- |  |  |  |  |  | --- |  | -- |  | -- | -- |  |  |  |  |  |  |  |  |  |  |  | ----- | ---- |
| 2005 | 125    | KTM  |  |  |  |  |  | Rit |  | NE |  | 16 | 15 |  |  |  |  |  |  |  |  |  |  |  | 1     | 35º  |

| 2006 | Classe | Moto |    |    |    |    |    |    |    |    |     |    |    |    |    |  |  |  |  |  |  |  |  |  | Punti | Pos. |
| ---- | ------ | ---- | -- | -- | -- | -- | -- | -- | -- | -- | --- | -- | -- | -- | -- |  |  |  |  |  |  |  |  |  | ----- | ---- |
| 2006 | 125    | KTM  | NQ | 26 | 19 | 20 | 18 | 16 | NQ | 31 | Rit | 18 | NE | 12 | NP |  |  |  |  |  |  |  |  |  | 4     | 26º  |

| 2007 | Classe | Moto    |  |  |  |  |  |  |   |  |    |    |    |  |   |   |    |     |    |     |  |  |  |  | Punti | Pos. |
| ---- | ------ | ------- |  |  |  |  |  |  | - |  | -- | -- | -- |  | - | - | -- | --- | -- | --- |  |  |  |  | ----- | ---- |
| 2007 | 125    | Aprilia |  |  |  |  |  |  | 9 |  | 10 | 13 | NE |  | 7 | 6 | 15 | Rit | 13 | Rit |  |  |  |  | 39    | 18º  |

| 2008 | Classe | Moto    |   |   |   |   |   |    |   |     |    |   |    |   |     |   |   |   |     |     |  |  |  |  | Punti | Pos. |
| ---- | ------ | ------- | - | - | - | - | - | -- | - | --- | -- | - | -- | - | --- | - | - | - | --- | --- |  |  |  |  | ----- | ---- |
| 2008 | 125    | Aprilia | 3 | 4 | 8 | 5 | 6 | 10 | 4 | Rit | 12 | 2 | NE | 1 | Rit | 3 | 1 | 2 | Rit | Rit |  |  |  |  | 187   | 4º   |

| 2009 | Classe | Moto    |   |   |     |     |   |   |   |    |     |     |   |   |   |   |     |     |     |  |  |  |  |  | Punti | Pos. |
| ---- | ------ | ------- | - | - | --- | --- | - | - | - | -- | --- | --- | - | - | - | - | --- | --- | --- |  |  |  |  |  | ----- | ---- |
| 2009 | 125    | Aprilia | 8 | 4 | Rit | Rit | 8 | 7 | 6 | NE | Rit | Rit | 7 | 7 | 6 | 4 | Rit | Rit | Rit |  |  |  |  |  | 85    | 10º  |

| 2010 | Classe | Moto  |     |    |   |    |     |    |     |   |    |   |     |   |   |   |   |   |   |     |  |  |  |  | Punti | Pos. |
| ---- | ------ | ----- | --- | -- | - | -- | --- | -- | --- | - | -- | - | --- | - | - | - | - | - | - | --- |  |  |  |  | ----- | ---- |
| 2010 | Moto2  | Suter | Rit | 14 | 9 | 14 | Rit | 19 | Inf | 9 | NE | 9 | Rit | 5 | 9 | 7 | 7 | 5 | 1 | Rit |  |  |  |  | 97    | 9º   |

| 2011 | Classe | Moto  |   |   |   |   |   |   |     |   |   |    |   |   |   |   |   |   |   |     |  |  |  |  | Punti | Pos. |
| ---- | ------ | ----- | - | - | - | - | - | - | --- | - | - | -- | - | - | - | - | - | - | - | --- |  |  |  |  | ----- | ---- |
| 2011 | Moto2  | Kalex | 1 | 5 | 1 | 3 | 1 | 1 | Rit | 2 | 2 | NE | 3 | 6 | 2 | 8 | 4 | 2 | 2 | Rit |  |  |  |  | 274   | 1º   |

| 2012 | Classe | Moto  |   |   |   |   |   |   |     |   |   |   |   |   |   |     |   |     |   |     |  |  |  |  | Punti | Pos. |
| ---- | ------ | ----- | - | - | - | - | - | - | --- | - | - | - | - | - | - | --- | - | --- | - | --- |  |  |  |  | ----- | ---- |
| 2012 | MotoGP | Honda | 8 | 7 | 9 | 5 | 8 | 8 | Rit | 5 | 4 | 7 | 6 | 5 | 6 | Rit | 6 | Rit | 6 | Rit |  |  |  |  | 135   | 8º   |

| 2013 | Classe | Moto  |     |   |     |    |   |   |   |   |   |   |   |   |   |   |    |    |   |   |  |  |  |  | Punti | Pos. |
| ---- | ------ | ----- | --- | - | --- | -- | - | - | - | - | - | - | - | - | - | - | -- | -- | - | - |  |  |  |  | ----- | ---- |
| 2013 | MotoGP | Honda | Rit | 5 | Rit | 10 | 4 | 5 | 6 | 4 | 2 | 7 | 6 | 6 | 5 | 5 | NP | NP | 5 | 6 |  |  |  |  | 156   | 7º   |

| 2014 | Classe | Moto  |     |   |   |    |   |     |   |    |    |     |   |   |     |   |   |     |   |   |  |  |  |  | Punti | Pos. |
| ---- | ------ | ----- | --- | - | - | -- | - | --- | - | -- | -- | --- | - | - | --- | - | - | --- | - | - |  |  |  |  | ----- | ---- |
| 2014 | MotoGP | Honda | Rit | 4 | 5 | 10 | 7 | Rit | 5 | 10 | 16 | Rit | 7 | 7 | Rit | 4 | 7 | Rit | 4 | 8 |  |  |  |  | 117   | 9º   |

| 2015 | Classe | Moto                     |    |     |    |    |     |     |   |     |  |    |    |     |    |    |    |    |    |    |  |  |  |  | Punti | Pos. |
| ---- | ------ | ------------------------ | -- | --- | -- | -- | --- | --- | - | --- |  | -- | -- | --- | -- | -- | -- | -- | -- | -- |  |  |  |  | ----- | ---- |
| 2015 | MotoGP | Yamaha Forward e Aprilia | 16 | Rit | 15 | 16 | Rit | Rit | 8 | Rit |  | 20 | 14 | Rit | 16 | 18 | 18 | 21 | 10 | 18 |  |  |  |  | 17    | 18º  |

| 2016 | Classe | Moto    |     |   |    |    |    |    |    |   |    |    |    |     |    |    |    |    |    |    |  |  |  |  | Punti | Pos. |
| ---- | ------ | ------- | --- | - | -- | -- | -- | -- | -- | - | -- | -- | -- | --- | -- | -- | -- | -- | -- | -- |  |  |  |  | ----- | ---- |
| 2016 | MotoGP | Aprilia | Rit | 7 | 10 | 14 | 10 | 14 | 12 | 8 | NP | 19 | 14 | Rit | 12 | 10 | 10 | 11 | 17 | 13 |  |  |  |  | 63    | 16º  |

| 2018 | Classe | Moto  |  |  |  |  |  |  |  |  |    |     |  |  |     |  |  |  |  |    |   |  |  |  | Punti | Pos. |
| ---- | ------ | ----- |  |  |  |  |  |  |  |  | -- | --- |  |  | --- |  |  |  |  | -- | - |  |  |  | ----- | ---- |
| 2018 | MotoGP | Honda |  |  |  |  |  |  |  |  | 16 | Rit |  |  | Rit |  |  |  |  | 13 | 9 |  |  |  | 10    | 24º  |

| 2019 | Classe | Moto  |  |  |  |    |  |  |  |  |    |    |    |  |  |  |  |  |  |  |  |  |  |  | Punti | Pos. |
| ---- | ------ | ----- |  |  |  | -- |  |  |  |  | -- | -- | -- |  |  |  |  |  |  |  |  |  |  |  | ----- | ---- |
| 2019 | MotoGP | Honda |  |  |  | 10 |  |  |  |  | 10 | 15 | 13 |  |  |  |  |  |  |  |  |  |  |  | 16    | 21º  |

| 2020 | Classe | Moto  |    |  |  |    |    |    |    |    |    |   |    |    |    |    |   |  |  |  |  |  |  |  | Punti | Pos. |
| ---- | ------ | ----- | -- |  |  | -- | -- | -- | -- | -- | -- | - | -- | -- | -- | -- | - |  |  |  |  |  |  |  | ----- | ---- |
| 2020 | MotoGP | Honda | NE |  |  | 18 | 17 | 18 | 18 | NP | 17 | 8 | 17 | 12 | 12 | 14 | 7 |  |  |  |  |  |  |  | 27    | 19º  |

| 2021 | Classe | Moto  |    |    |  |    |  |  |  |  |  |  |  |  |  |    |  |  |    |  |  |  |  |  | Punti | Pos. |
| ---- | ------ | ----- | -- | -- |  | -- |  |  |  |  |  |  |  |  |  | -- |  |  | -- |  |  |  |  |  | ----- | ---- |
| 2021 | MotoGP | Honda | 11 | 14 |  | 12 |  |  |  |  |  |  |  |  |  | 14 |  |  | 15 |  |  |  |  |  | 14    | 22º  |

| 2022 | Classe | Moto  |  |  |    |  |  |     |  |  |     |    |    |    |    |    |  |  |  |  |  |  |  |  | Punti | Pos. |
| ---- | ------ | ----- |  |  | -- |  |  | --- |  |  | --- | -- | -- | -- | -- | -- |  |  |  |  |  |  |  |  | ----- | ---- |
| 2022 | MotoGP | Honda |  |  | 19 |  |  | Rit |  |  | Rit | 16 | 18 | 19 | 17 | 14 |  |  |  |  |  |  |  |  | 2     | 26º  |

| 2023 | Classe | Moto  |  |  |     |    |  |  |  |    |  |  |  |    |    |    |  |  |  |  |  |  |  |  | Punti | Pos. |
| ---- | ------ | ----- |  |  | --- | -- |  |  |  | -- |  |  |  | -- | -- | -- |  |  |  |  |  |  |  |  | ----- | ---- |
| 2023 | MotoGP | Honda |  |  | Rit | 14 |  |  |  | 13 |  |  |  | 18 | 15 | 14 |  |  |  |  |  |  |  |  | 8     | 26º  |

| 2024 | Classe | Moto  |  |  |  |    |  |    |  |  |    |  |    |  |    |  |  |  |  |  |  |    |  |  | Punti | Pos. |
| ---- | ------ | ----- |  |  |  | -- |  | -- |  |  | -- |  | -- |  | -- |  |  |  |  |  |  | -- |  |  | ----- | ---- |
| 2024 | MotoGP | Honda |  |  |  | 16 |  | 19 |  |  | 20 |  | 22 |  | 14 |  |  |  |  |  |  | 22 |  |  | 2     | 25º  |

| Legenda | 1º posto        | 2º posto            | 3º posto            | A punti      | Senza punti        | Grassetto – Pole position Corsivo – Giro più veloce |
| Legenda | Gara non valida | Non qual./Non part. | Ritirato/Non class. | Squalificato | '-' Dato non disp. | Grassetto – Pole position Corsivo – Giro più veloce |

### Campionato mondiale Superbike
| 2017 | Moto  |    |    |    |     |   |    |   |    |    |    |     |    |    |    |    |    |    |    |     |    |     |     |     |     |     |     |  |  | Punti | Pos. |
| ---- | ----- | -- | -- | -- | --- | - | -- | - | -- | -- | -- | --- | -- | -- | -- | -- | -- | -- | -- | --- | -- | --- | --- | --- | --- | --- | --- |  |  | ----- | ---- |
| 2017 | Honda | 15 | 15 | 10 | Rit | 9 | 12 | 6 | 10 | 10 | 14 | Rit | 11 | NC | 10 | 11 | 11 | NP | 13 | Rit | NP | Inf | Inf | Inf | Inf | Inf | Inf |  |  | 67    | 14º  |

| Legenda | 1º posto        | 2º posto            | 3º posto           | A punti      | Senza punti        | Grassetto – Pole position Corsivo – Giro più veloce |
| Legenda | Gara non valida | Non qual./Non part. | Ritirato/Non class | Squalificato | '-' Dato non disp. | Grassetto – Pole position Corsivo – Giro più veloce |